# Stenoeme
Stenoeme is een kevergeslacht uit de familie van de boktorren (Cerambycidae). De wetenschappelijke naam van het geslacht werd voor het eerst geldig gepubliceerd in 1909 door Gounelle.

## Soorten
Stenoeme omvat de volgende soorten:
- Stenoeme aguilari Galileo & Martins, 2010
- Stenoeme annularis Martins, 1980
- Stenoeme bellarmini Gounelle, 1909
- Stenoeme iheringi Gounelle, 1909
- Stenoeme kempfi Martins, 1980